# Sofiane Oumiha
Sofiane Oumiha (Tolosa, 23 dicembre 1994) è un pugile francese.

## Palmarès
- Olimpiadi

Rio de Janeiro 2016: argento nei pesi leggeri.
- Mondiali dilettanti

Amburgo 2017: argento nei 60 kg.
- Giochi europei

Baku 2015: argento nei 60 kg.
Minsk 2019: argento nei 64 kg.
- Campionati EU

Valladolid 2018: oro nei 60 kg.
- Giochi del Mediterraneo

Mersin 2013: oro nei 60 kg.
Tarragona 2018: oro nei 60 kg.
- Mondiali giovanili

Erevan 2012: bronzo nei 60 kg.